# 王才修
王才修（英語：Chai Soua Vang，1968年9月24日—）老挝裔美国人，2004年因与人发生冲突，造成6死2伤，后因一级谋杀被定罪入狱。

## 生平
王才修生于老挝苗族蒙人家庭，幼年因老挝内战在泰国难民营度过，1980年移民美国，定居于加利福尼亚州，后加入加州国民警卫队，服役自1989年至1995年，获颁良好作风奖章和神枪手勋章。2000年前后居家移居明尼苏达州圣保罗。王才修有7个孩子，是家族萨满，爱好打猎。2001年圣诞节因家庭纠纷，妻子报警，后携5子前往密尔沃基。据称，王再婚后，因妻子赌博输3000美元，王试图将其掐死，第二次婚姻随之结束。
2004年11月，王才修在打猎期间误入私人领地，与他人发生冲突，期间遭到种族歧视。王认为自己生命安全受到威胁，首先开枪，打死6人，打伤2人，其中多人背部中弹，1人受伤后被王补枪射杀。王后因一级谋杀被索耶县法院判处连续6项终身监禁加70年徒刑，不得保释，后被关于艾奥瓦州立监狱。